# Franco Trappoli
Franco Trappoli (Orvieto, 24 de febrer de 1934) és un polític italià del Partit Socialista Italià que ha desenvolupà els càrrecs de batlle municipal de Fano entre el 1980 i el 1983 i de diputat entre els anys 1983 i 1987 i entre 1992 i 1994. En el seu mandat parlamentari, fou vicepresident de la XIII Comissió (treball, assistència social i cooperació). És el primer budista que és membre de la Cambra dels Diputats italiana